# Любовь в большом городе (фильм, 2024)
«Любовь в большом городе» (кор. 대도시의 사랑법, 大都市의 사랑法) — южнокорейский фильм в жанре комедийной драмы, режиссёра Ли Ёнхи, снятый по мотивам одноименного романа Пак Сан Ёна, с Ким Гоын и Но Санхёном в главных ролях. Фильм рассказывает о двух молодых людях — Джэхи, свободолюбивой девушке, и Хынсу, мужчине, который скрывает глубокую тайну. Они становятся лучшими друзьями и соседями по комнате. Они вместе идут по жизни, разделяя радости и трудности Сеула.
Фильм является экранизацией только части «Джэхи» из сборника «Любовь в большом городе», состоящего из четырёх взаимосвязанных рассказов.
Премьера фильма состоялась на Международном кинофестивале в Торонто 13 сентября 2024 года, а театральный прокат в Южной Корее состоялся 1 октября 2024 года.

## Сюжет
Джэхи, свободолюбивая девушка со смелым, привлекающим внимание стилем и непоколебимой позицией, не заботится о том, что думают другие. Однако все меняется, когда она знакомится с Хынсу. Вскоре Чжэ Хи узнает тайну, которую Хынсу отчаянно пытается сохранить в тайне. По мере того, как они узнают друг друга лучше, они понимают, что, хотя они, возможно, и не идеальны друг для друга, есть моменты, которые только они могут по-настоящему понять. Игнорируя дикие слухи, циркулирующие вокруг них, Джэхи и Хынсу начинают совместную жизнь, живя и любя по-своему, уникальным образом.

## Актёрский состав

### Главная роль
- Ким Гоын — Джэхи, у которой смелый стиль, который сразу привлекает всеобщее внимание, и личность, которая не сомневается в жизни и любви.
- Но Санхён — Хынсу, которого не интересуют ни учёба, ни женщины, но который в конечном итоге живет с Чжэ Хи после того, как она узнает его секрет, который он никогда не хотел раскрывать.

### Роль второго плана
- Чон Хви — Сухо
- О Донмин — Джисок
- Чан Хеджин[англ.] — мать Хынсу
- Ли Сани — Минджун
- Квак Тонён — Джунсу
- Чу Джонхёк — Тату-мастер
- Ли Юджин[англ.] — Сону
- Салим Беноит — Оливер

## Производство

### Разработка
Известная поклонница книг, режиссёр Ли Ёнхи была впервые ознакомлена с романом — сборником четырёх коротких рассказов — от подруги. Она прочитала его в год публикации и захотела адаптировать рассказ о Чжэ Хи для фильма, так как была особенно тронута этим персонажем и нашла его историю глубоко близкой и понятной. Затем она предложила свою идею непосредственно кинопроизводственной компании Whale and Organic.
Позже она встретилась с автором, Пак Сан Ёном, который предоставил права на адаптацию. В течение года Е.они работала над сценарием. Она также выступила в роли режиссёра фильма, получив признание как автор сценария, режиссёр и планировщик. На создание фильма «Любовь в большом городе» у неё ушло пять лет.

### Адаптация
Фильм основан на первой истории из сборника связанных рассказов Пак Санёна «Любовь в большом городе» — «Джэхи». Режиссёр E.oni решила адаптировать только эту историю, выразив желание рассказать о растерянности юности «до того, как забыть, каково это — быть молодым».
Режиссёр заявила, что разработка характера Джэхи была одной из самых сложных задач в процессе создания фильма. Она постоянно задавалась вопросом, насколько смелой может быть её интерпретация и где провести границу. В какой-то момент, когда её спросили, каким она хотела бы видеть образ Джэхи в фильме, она сразу ответила, что хочет, чтобы её персонаж был любимым зрителями. Ёнхи призналась, что ей искренне понравился образ Джэхи в оригинальном романе, что мотивировало её искать новую сюжетную линию для персонажа в фильме. Она находила Джэхи с её смелостью и открытостью достойной восхищения и даже зависти — человеком, совершенно отличным от неё самой. Поскольку оригинальная история рассказана с точки зрения Ли (здесь переименованного в Хынсу), многие аспекты Джэхи оставались скрытыми. Режиссёр хотела полностью раскрыть очарование этого персонажа и испытать чувство катарсиса в процессе. Как режиссёр, которой нравится исследовать динамику между двумя персонажами, история Джэхи оказалась именно тем, к чему её тянуло.
Хотя история могла быть рассказана с точки зрения Джэхи, фильм, как и оригинал, сохраняет перспективу Хынсу. Режиссёр объяснила, что это было сознательное решение, чтобы субъективные эмоции и взгляд Джэхи могли сосуществовать с его собственными. В результате Джэхи становится персонажем, который, несмотря на постоянные страдания и боль, принимает мир, себя и свою дружбу.
При адаптации рассказа для полнометражного фильма повествование и структура были расширены. Были добавлены элементы, которых не было в оригинале, например сцены домашнего насилия или гомофобные высказывания на рабочем месте. Режиссёр объяснила, что сценарий был написан командой из пяти женщин, включая её саму, сценариста и продюсера. Они опирались на собственный жизненный опыт, чтобы создать историю, которая найдёт отклик у зрителей. Она подчеркнула, что эти дополнения были сделаны не для того, чтобы следовать трендам, а чтобы отразить реальные ситуации.
В фильме также произошли изменения в музыкальном сопровождении. Если в романе персонажи поют песню Fin.K.L «Eternal Love», то в фильме её заменили на песню miss A «Bad Girl, Good Girl». По словам режиссёра, текст песни идеально подошёл для персонажей и даже напоминал письмо Хынсу к Джэхи, что стало причиной изменения. Ещё одно отличие касается персонажа Сухо. В романе Сухо, по-видимому, покончил с собой. Однако в фильме его сюжетная линия меняется. Ли объяснила, что, хотя Сухо изображён как человек из привилегированной среды, борющийся с самоидентификацией, она не могла принять идею о том, что его история должна закончиться смертью. Она усомнилась в необходимости такого финала для фильма и решила показать другой путь.
Новая деталь, добавленная в фильм, показывает, что мать Хынсу, Мёнсук, в одиночку пошла на «Назови меня своим именем» — это видно по корешку билета. Хотя этот поступок не разрешает конфликт между матерью и её сыном-геем, сцена была включена, чтобы показать, что Мёнсук, по крайней мере, пытается понять и приложить усилия.
В фильме определённые предметы также приобретают символическое значение. В романе Джэхи ненадолго крадёт модель матки из клиники акушерства и гинекологии во время своего аборта, но сразу же возвращает её. В фильме она убегает с ней и ставит на свой стол как декоративный предмет. Модель продолжает появляться на протяжении всего фильма и даже становится инструментом сопротивления в ключевой сцене. Этот повторяющийся реквизит служит кинематографическим приёмом для дальнейшего выделения истории Джэхи.

### Кастинг

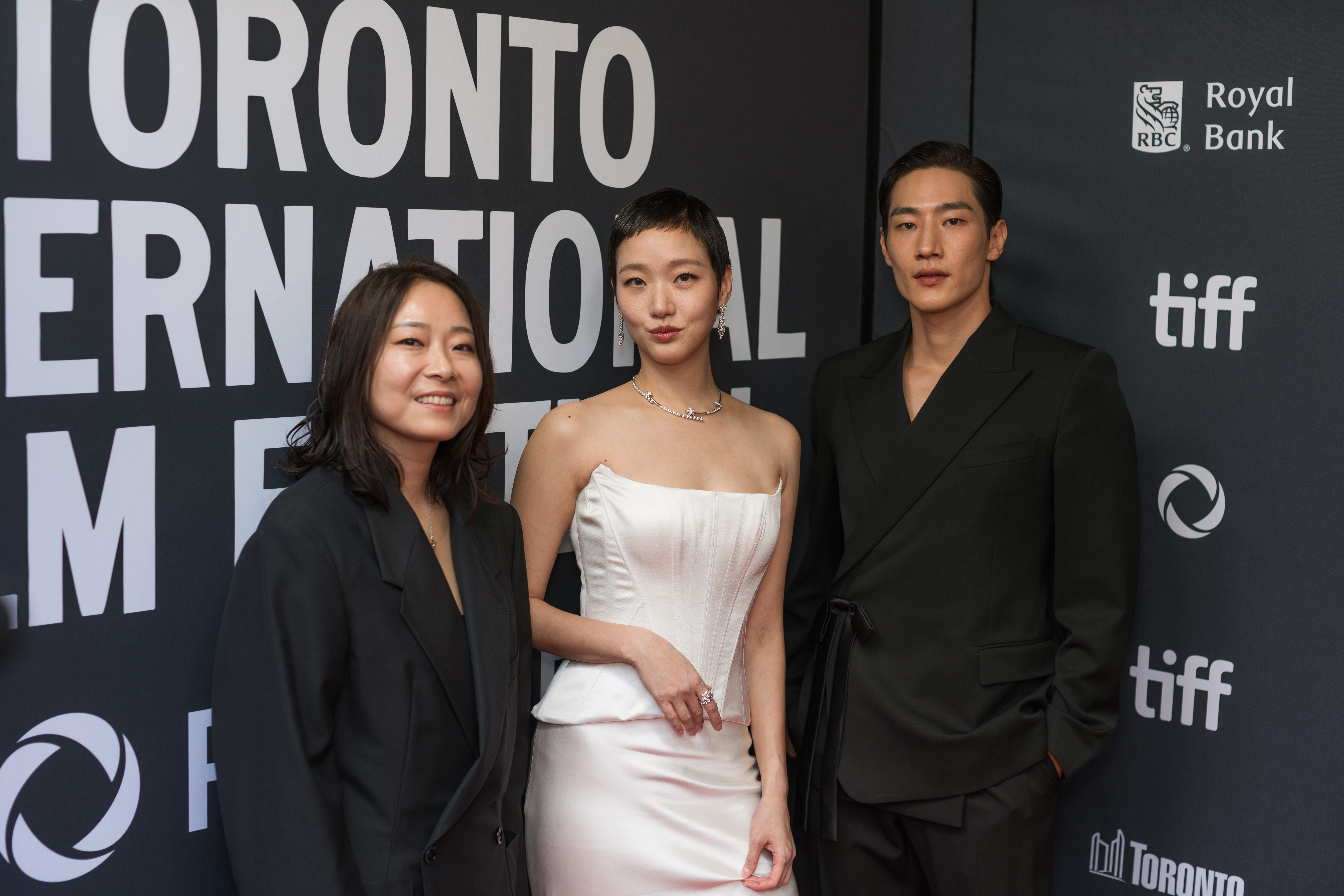
Режиссёр Ли Ёнхи, Ким Гоын и Но Сан Хён на Международном кинофестивале в Торонто в 2024 году

Ким Гоын, сыгравшая Джэхи, была актрисой, с которой режиссёр хотела поработать с самого начала работы над сценарием. Однако после того, как Ким подтвердила своё участие в проекте, прошло больше года, прежде чем удалось найти подходящего партнёра по фильму, поскольку Хынсу был геем, что усложняло поиск подходящего актёра.
В какой-то момент, когда Ли Ёнхи испугалась, что работа над фильмом может застопориться из-за трудностей с подбором актёров, она увидела актёра Но Санхёна в драматическом сериале «Дорога в тысячу ли». Изначально она представляла себе кого-то с более мягким и округлым образом, но, увидев игру Но, передумала. Позже она вспоминала, что в день их первой встречи она даже пошла за ним в уборную, чтобы сказать, как сильно она хочет, чтобы он сыграл эту роль.
Но заявил, что именно сценарий убедил его присоединиться к проекту. Он назвал его честным и сдержанным, с реалистичными диалогами и убедительными персонажами. В частности, его привлекли развитие отношений между Джэхи и Хынсу и многослойная гармония сюжета. Хотя Хынсу принадлежит к сексуальному меньшинству, Но сказал, что не считает этот аспект проблемой, полагая, что важнее понять персонажа, а не сосредотачиваться на конкретной черте.
Ким Гоын также рассказала, что после получения сценария она ждала завершения проекта два с половиной года. Она сказала, что её привлекла искренность и естественность повествования, а также то, что сюжет развивался непринуждённо, в разговорном стиле.

## Выпуск
В июле 2024 года права на экранизацию были приобретены KDDI в Японии, Moviecloud на Тайване, Filmbridge в Монголии, CJ HK Entertainment во Вьетнаме, Purple Plan в Сингапуре и Индонезии, CJ HK Entertainment в Таиланде, Камбодже, Мьянме и Лаосе, Neofilms в Гонконге и Макао и Great Movies/A2 Films в Латинской Америке. Тизер-трейлер фильма был выпущен 13 августа 2024 года. Второй трейлер был выпущен 12 сентября 2024 года.
Премьера фильма состоялась на Международном кинофестивале в Торонто 13 сентября 2024 года и был выбран в качестве закрывающего фильма Лондонского кинофестиваля корейского кино 2024 года. Он был выпущен в кинотеатрах в Южной Корее 1 октября 2024 года. Фильм будет выпущен в Северной Америке на стриминговом сервисе Viki.

### Продвижение
В преддверии выхода в прокат фильма были представлены его официальный постер и трейлер. Маркетинговая кампания подчеркнула неоднозначные отношения между мужчиной и женщиной. В трейлере были такие заголовки, как «Любовь без сожалений, честная жизнь — эмоционально резонансный взгляд Ким Гоын и Но Санхёна на любовь» и «Любовь — это когда руки развязаны, дружба — это навсегда — 100% настоящие лучшие друзья». Этот рекламный подход, в частности, позиционирует их отношения как гетеросексуальный роман, что может быть истолковано как стратегическое решение представить квир-нарратив в более гетеронормативном или двусмысленном виде для более широкой коммерческой привлекательности.

## Признание

### Сборы
«Любовь в большом городе» набрал 879 109 зрителей и общую валовую выручку в размере 8 303 965 930 южнокорейских вон.

### Награды и номинации
| Награда                                               | Год  | Категория                   | Номинант                | Результат | Ист..  |
| ----------------------------------------------------- | ---- | --------------------------- | ----------------------- | --------- | ------ |
| Кинопремия «Голубой дракон»                           | 2024 | Лучший новый актёр          | Но Сан Хён              | Победа    | [ 24 ] |
| Кинопремия «Голубой дракон»                           | 2024 | Лучшая музыка               | Primary                 | Победа    | [ 24 ] |
| Премия «Пэксан»                                       | 2025 | Лучший фильм                | Любовь в большом городе | Номинация | [ 25 ] |
| Премия «Пэксан»                                       | 2025 | Лучший режиссёр             | Ли Ёнхи                 | Номинация | [ 25 ] |
| Премия «Пэксан»                                       | 2025 | Лучшая женская роль         | Ким Гоын                | Номинация | [ 25 ] |
| Премия «Пэксан»                                       | 2025 | Лучший новый актёр          | Но Сан Хён              | Номинация | [ 25 ] |
| Премия «Пэксан»                                       | 2025 | Премия за оказанное влияние | Любовь в большом городе | Номинация | [ 25 ] |
| Buil Film Awards                                      | 2025 | Лучший режиссёр             | Ли Ёнхи                 | Ожидается | [ 26 ] |
| Buil Film Awards                                      | 2025 | Лучшая женская роль         | Ким Гоын                | Ожидается | [ 26 ] |
| Buil Film Awards                                      | 2025 | Лучший новый актёр          | Но Сан Хён              | Ожидается | [ 26 ] |
| Buil Film Awards                                      | 2025 | Лучшая музыка               | Primary                 | Ожидается | [ 26 ] |
| Cine21                                                | 2024 | Лучшая женская роль         | Ким Гоын                | Победа    | [ 27 ] |
| Cine21                                                | 2024 | Лучший новый актёр          | Но Сан Хён              | Победа    | [ 27 ] |
| Director's Cut Awards                                 | 2025 | Лучшая женская роль (кино)  | Ким Гоын                | Номинация | [ 28 ] |
| Director's Cut Awards                                 | 2025 | Лучший новый актёр (кино)   | Но Сан Хён              | Номинация | [ 28 ] |
| Премия «Женщины в кино Кореи» (Женский кинофестиваль) | 2024 | Лучшая актёрская игра       | Ким Гоын                | Победа    | [ 29 ] |
| Премия «Женщины в кино Кореи» (Женский кинофестиваль) | 2024 | Лучший режиссёр             | Ли Ёнхи                 | Победа    | [ 29 ] |
| Премия Ассоциации корейских кинопродюсеров            | 2024 | Лучший новый актёр          | Но Сан Хён              | Победа    | [ 30 ] |